# Estnische Luftfahrtakademie
Die Estnische Luftfahrtakademie (ELA) (estnisch Eesti Lennuakadeemia, auch englisch Estonian Aviation Academy) ist eine staatliche Hochschule an der Fachleute für estnische Luftfahrtunternehmen und -einrichtungen ausgebildet werden. Sie hat ihren Sitz am Flughafen Tartu im Dorf Reola der Gemeinde Kambja im Kreis Tartu.

## Studium
Die Estnische Luftfahrtakademie wurde am 13. April 1993 als Berufskolleg  (Tartu Lennukolledž, TAC) gegründet und gliedert sich heute in die vier Abteilungen Flugverkehrskontrolle, Ausbildung von Berufspiloten, Luftverkehrsmanagement und Luftfahrttechnik. Etwa 60 Lehrkräfte und wissenschaftliche Angestellte bilden dort rund 340 Studenten aus.
Kooperationspartner sind alle estnischen Institutionen der Luftfahrt im zivilen und militärischen Bereich, die Universitäten des Landes sowie Ministerien. Im internationalen Bereich kooperiert die Akademie beispielsweise mit EUROCONTROL, der Hochschule Bremen, Lufthansa (Technical Training), SAS und der Finnair. Die Akademie nimmt am Erasmus-Programm der Europäischen Union teil. 
Die Luftfahrtakademie bestreitet 60 bis 90 Prozent des Verkehrsaufkommens auf dem Flughafen Tartu. Die Bewerberzahl übersteigt die Anzahl der Studienplätze um ein Mehrfaches.

## Geschichte
Die Akademie nutzte anfangs Räume und Einrichtungen der Universität für Umweltwissenschaften, der Universität und des Flughafens Tartu. Im Jahr 2011 wurde für die Hochschule ein Neubau in der Nähe des Flughafens errichtet. Der Europäische Fonds für regionale Entwicklung stellte dafür Mittel bereit.
Im Jahr 2006 wurde eine Stiftung, heute der Eesti Lennuakadeemia Fond, gegründet, die jährlich fünf Stipendien an Studierende vergibt.
Rektoren waren seit 2009 Jaan Tamm, der 2014 das Amt an Jaanus Jakimenko übergab. 

## Ähnliche Einrichtungen
- Estnische Marineakademie (jedoch im militärischen Bereich) in Tallinn

Koordinaten: 58° 18′ 39″ N, 26° 41′ 37″ O

## Galerie